# Теруо Ивамото
Теруо Ивамото (на японски: 岩本 輝雄) е японски футболист.

## Национален отбор
Записал е и 9 мача за националния отбор на Япония.
| Япония | Япония | Япония |
| Година | Мачове | Голове |
| ------ | ------ | ------ |
| 1994   | 9      | 2      |
| Общо   | 9      | 2      |